# 맨오브워

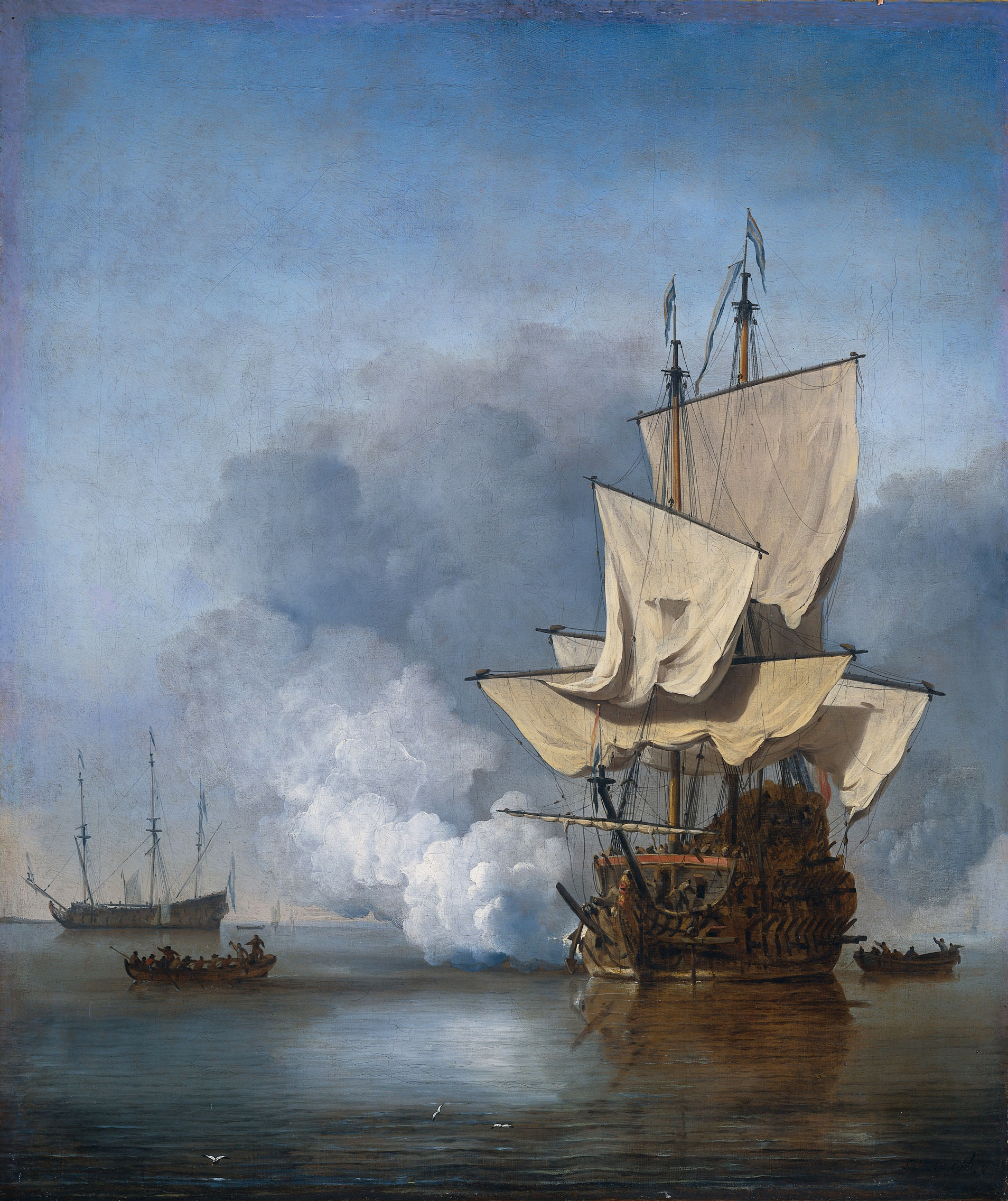

맨오브워(man-of-war)는 16세기에서 19세기까지 영국 왕립해군에서 강력한 군함을 가리킨 말이다. 맨오브워란 주로 캐넌으로 무장하고 돛으로 기동하는 배를 말했으며, 노를 이용해 추진하는 갤리와는 구분되었다.

## 같이 보기
- 전열함
- 영국 왕립해군의 함급제도